# Idée reçue
Une idée reçue est une idée qui se présente comme un point de vue ou un fait, qui est souvent accepté comme vrai, mais qui est en réalité faux. Elle est située entre le stéréotype, le cliché et le lieu commun.
Elle a la particularité de s'admettre aisément. Cette facilité d'admission peut s'expliquer par des raisons variées :
- elle est très répandue : tout le monde l'a entendue au moins une fois ;
- la personne qui la transmet la voit souvent comme visiblement démontrée ;
- elle est agréable à admettre car elle répond souvent simplement à une question redondante, ennuyeuse, gênante ou complexe : elle permet de ne plus réfléchir et s'impose insidieusement ;
- elle peut aussi être plaisante à admettre par son caractère amusant qui permet de la retenir d'autant plus facilement.

On peut également noter qu'elle est souvent fausse, ce qui a donné naissance à l'expression « Combattre les idées reçues ».
Les idées reçues étant fortement intégrées dans la culture, il est psychologiquement et sociologiquement très difficile de les contrer.

## Définition
Une idée reçue est une idée faite d'avance et généralement fausse. Elle peut être comparée à un stéréotype.

## Principe
En psychologie, une idée reçue est définie comme un ensemble de connaissances à propos d’un objet donné. Par exemple, dans le domaine de la propagation du son, de vraies connaissances (le son se déplace sous forme d'ondes sonores) se mélangent à d’autres fausses (les vaisseaux spatiaux font du bruit dans l’espace). L'ensemble de ces idées formant alors une structure (ou un schéma) de connaissances qui peut être utilisée afin de trouver une explication rationnelle face à une situation dont les causes réelles peuvent échapper.
Les idées reçues comportent quatre caractéristiques :
- sa fréquence : une idée reçue a la particularité d’être répandue et la plupart des gens l'ont tous entendue au moins une fois, ce qui fait qu'elle est populaire (argumentum ad populum) ;
- son évidence apparente : elle apparaît comme quelque chose de démontré à ceux qui en parlent et ceux qui la reçoivent la considèrent eux aussi comme évidemment démontrée (évidence) ;
- sa facilité d'admission : le fait qu'elle explique les choses de manière facile fait qu'elle peut être admise facilement ;
- sa forme anecdotique : étant souvent racontée sur le ton de l'anecdote plaisante (anecdote), elle est plus facile à retenir. Cela contribue à la facilité avec laquelle elle est acceptée et véhiculée[2].

### Méthode d'acceptation
Une idée reçue est d’autant mieux acceptée et ancrée dans le système de croyances d’un individu que celle-ci convient à sa façon de penser et se conforme à ces dispositions. Une idée reçue peut être d'autant plus facilement acceptée qu'elle est captée à travers un filtre émotionnel qui l’ancre littéralement dans notre vision du monde sans jugement critique.
Les idées reçues s’imposent généralement de façon non consciente : elles naissent et se construisent de manière implicite, sans que nous ayons un réel contrôle sur la façon dont nous les adoptons et encore moins sur leur contenu. La conséquence principale en est que leur fondement n’est pas, ou rarement, mis en doute.

### Difficultés de remise en question des idées reçues
Du fait que les idées reçues sont acceptées en fonction des idées déjà considérées comme vraies, il est difficile, sinon impossible de s'en détourner, même lorsque des preuves solides démontrent qu’elles sont fausses.

## Historique

### Principe philosophique des idées reçues
L'un des premiers philosophes à avoir étudié les idées reçues est René Descartes. Il n'a pas été le premier à poser sa réflexion sur les idées reçues, mais il est probablement celui qui les a le plus mises à l'index. Il a commencé la « Première Méditation » sur Des choses que l'on peut révoquer en doute par cette remise en question : « Il y a déjà quelque temps que je me suis aperçu que, dès mes premières années, j'avais reçu quantité de fausses opinions pour véritables.... ».
Si Descartes a manifestement contribué, à son époque et pour longtemps encore, à tordre le cou à beaucoup d'idées reçues et notamment à rendre aux sciences et à l'expérience la place qui leur était dévolue, il n'en a pas moins contribué à véhiculer certaines croyances comme celle-ci :
« Au lieu de cette philosophie spéculative qu'on enseigne dans les écoles, on en peut trouver une pratique, par laquelle, connoissant la force et les actions du feu, de l'eau, de l'air, des astres, des cieux, et de tous les autres corps qui nous environnent, aussi distinctement que nous connoissons les divers métiers de nos artisans, nous les pourrions employer en même façon à tous les usages auxquels ils sont propres, et ainsi nous rendre comme maîtres et possesseurs de la nature »
Cette position philosophique est critiquée par certains chrétiens, qui pensent qu'elle aurait contribué à réduire la nature à sa seule dimension économique, ce qui n'est finalement qu'un parti pris.

## Dans la culture populaire
Gustave Flaubert avait commencé l'écriture d'un Dictionnaire des idées reçues (également Catalogue des opinions chic) dont l'écriture est restée inachevée et qui fut publié de manière posthume en 1913 après le travail d'édition scientifique d'Étienne-Louis Ferrère. Il s'agit d'un ouvrage littéraire ironique et qui regroupe sous forme d'un dictionnaire des définitions et aphorismes de son imagination. Il comporte environ 1 000 définitions se rapportant à des noms communs ou des noms propres.